# ウドン・エンターテインメント
ウドン・エンターテインメント・コーポレーション（UDON Entertainment Corporation）は、アジアの影響を受けた漫画家を扱った出版社であり、カナダのスタジオ（または「アート・コレクティブ」）。この会社は、うどんに因んで名付けられた。

ストリートファイターシリーズなどのカプコン作品のコミックを多く手掛ける。